# Décrochage pale reculante
Le décrochage pale reculante est une perte de portance affectant spécifiquement les hélicoptères et autres giravions lorsque l'angle d'attaque limite de la pale reculante est atteint. Ce phénomène est la principale limitation à la vitesse maximale qu'un hélicoptère peut atteindre.

## Principe

### Dissymétrie de la portance

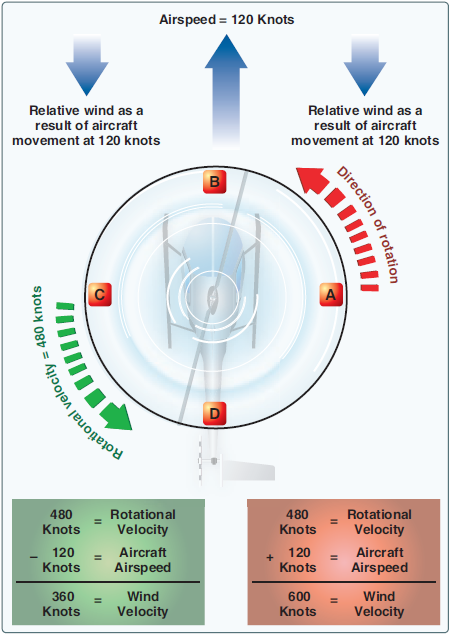
Vent relatif appliqué aux pales d'un rotor.

Au cours du vol, la portance d'un giravion n'est pas homogène sur l'ensemble de la surface de voilure. En effet, à mesure que la vitesse horizontale de l'appareil augmente, la vitesse du vent relatif entourant les pales reculantes du rotor principal diminue (portance réduite), alors que celle entourant les pales avançantes augmente (portance augmentée). Les articulations de battement du rotor principal permettent de contrer ce phénomène de dissymétrie, jusqu'à un certain point, en jouant sur l'incidence des pales.

### Décrochage
Le décrochage de la pale reculante survient lorsque l'angle d'incidence limite de la pale reculante est atteint. Un mouvement à cabrer est alors ressenti, suivi d'un mouvement de roulis côté pale reculante si le pilote ne réagit pas suffisamment rapidement en réduisant sa vitesse.

## Facteurs à l'origine du phénomène
Le facteur le plus souvent cité comme pouvant être à l’origine d'un décrochage pale reculante est le franchissement de la vitesse maximale de l'appareil. Cependant, il existe d'autres facteurs :
- Masse importante de l'aéronef,
- Virages brutaux effectués par le pilote,
- Altitude densimétrique élevée,
- Présence de turbulences.

## Signes annonciateurs et récupération
Lorsque ce type de décrochage survient, on note :
- une augmentation des vibrations à bord de l'appareil,
- une élévation du nez de l'appareil,
- une tendance au roulis (vers la droite si le rotor tourne dans le sens horaire ; vers la gauche, sinon).

Pour stopper le décrochage pale reculante, il convient de réduire sa vitesse, ce qui aura pour conséquence de réduire l'angle d'incidence de la pale reculante du rotor, dans le but de récupérer de la portance. 
Ce décrochage apparaît souvent quand le pilote a dépassé la VNE. 

## Contournement du problème
Les ingénieurs en aéronautique cherchent à contourner le phénomène afin d'augmenter la vitesse maximale de leurs voilures tournantes.
L'appareil hybride américain V-22 Osprey s'est ainsi affranchi du phénomène puisque ses rotors sont orientés vers l'avant au cours du vol, ce qui lui permet de voler à plus de 550 km/h. À titre de comparaison, l'AH-64 Apache est limité à une vitesse de 365 km/h.